# Мічель Сальгадо
Мічель Сальгадо (ісп. Míchel Salgado, нар. 22 жовтня 1975, Ас-Невес) — колишній іспанський футболіст, правий захисник.
Насамперед відомий виступами за «Реал Мадрид», а також за національну збірну Іспанії. Крім цього виступав за клуби «Сельта Віго», «Саламанка» та «Блекберн Роверз».
По завершенні ігрової кар'єри працює експертом на телеканалі «Аль-Джазіра».

## Клубна кар'єра
Сальгадо євихованцем юнацької школу «Сельти» та в сезоні 1994/95 дебютував за основну команду. У сезоні 1996/97 був орендований «Саламанкою», а повернувшись в Віго через рік відразу закріпився в основі.
1999 року після двох блискучих сезонів у «Сельти» Мічелом Сальгадо зацікавилися провідні клуби Іспанії, і в результаті захисник перейшов у столичний «Реал». У першому ж сезоні за «королівський клуб» Сальгадо виграв Лігу чемпіонів — у фіналі цього турніру була переможена «Валенсія». В наступному році став чемпіоном Іспанії, а в сезоні 2001/02 Мічел Сальгадо знову переміг у Лізі чемпіонів — у вирішальному матчі в Глазго «Реал» обіграв леверкузенський «Баєр 04». У наступній кампанії пропустив всього три матчі «Реала» у виграному чемпіонаті Іспанії. Відмінно виглядав у всіх 15 зустрічах у Лізі чемпіонів, де його клуб лише у півфіналі поступився «Ювентусу».
У сезоні 2003/04 Сальгадо пропустив лише три гри у Ла Лізі, але не зміг допомогти команді відстояти чемпіонський титул, а також перемогти у фіналі Кубку Іспанії. Тим не менш, захисник забив свій перший гол за три роки, у березні вразивши ворота «Севільї».
Всього ж за час виступів за «вершкових» Сальгадо чотири рази виборював титул чемпіона Іспанії, став триразовим володарем Суперкубка Іспанії, дворазовим переможцем Ліги чемпіонів УЄФА, володарем Суперкубка УЄФА та володарем Міжконтинентального кубка.
19 серпня 2009 року на правах вільного агента Мічел перейшов у англійський «Блекберн», де і завершив кар'єру у 2012 році. За цей час встиг відіграти за команду з Блекберна 66 матчів в національному чемпіонаті.
У 2018 році зіграв 1 матч у складі панамського клубу «Індепендьєнте де ла Чолерра».

## Виступи за збірну
5 вересня 1998 року дебютував в офіційних іграх у складі національної збірної Іспанії у відбірковому матчі на Євро-2000 проти кіпріотів, в якій іспанці поступилися з рахунком 2:3, і з тих пір регулярно залучався в національну команду.
У складі збірної був учасником чемпіонату Європи 2000 року у Бельгії та Нідерландах, де зіграв 4 зустрічі, але не поїхав на чемпіонат світу 2002 року — форма Мічела Сальгадо не влаштувала Хосе Антоніо Камачо. При Іньякі Саесі знову став основним футболістом збірної Іспанії, і лише пошкодження підколінного сухожилля не дозволило Сальгадо захищати честь своєї країни на Євро-2004.
Згодом брав участь у чемпіонаті світу 2006 року у Німеччині.
Всього провів у формі головної команди країни 53 матчі.

## Статистика виступів

### Статистика клубних виступів

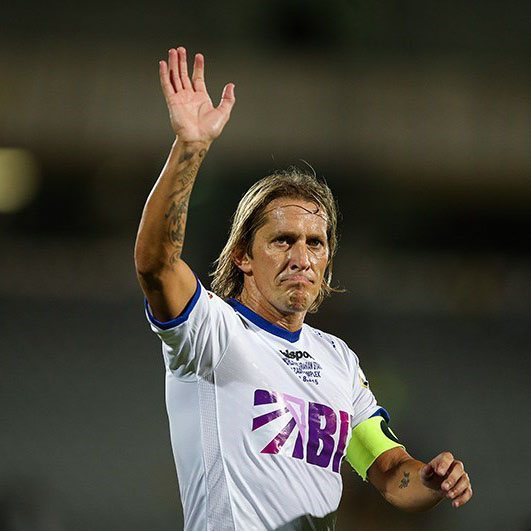
Мічел Сальгадо у благодійному матчі. 28 серпня 2015 року.

| Сезон                       | Команда                     | Чемпіонат                   | Чемпіонат | Чемпіонат | Національний кубок | Національний кубок | Національний кубок | Континентальні кубки | Континентальні кубки | Континентальні кубки | Інші змагання | Інші змагання | Інші змагання | Усього | Усього |
| Сезон                       | Команда                     | Ліга                        | Ігор      | Голів     | Ліга               | Ігор               | Голів              | Ліга                 | Ігор                 | Голів                | Ліга          | Ігор          | Голів         | Ігор   | Голів  |
| --------------------------- | --------------------------- | --------------------------- | --------- | --------- | ------------------ | ------------------ | ------------------ | -------------------- | -------------------- | -------------------- | ------------- | ------------- | ------------- | ------ | ------ |
| 1994–95                     | «Сельта Віго»               | ПД                          | 14        | 0         | КІ                 | ?                  | ?                  | -                    | -                    | -                    | -             | -             | -             | 14+    | 0+     |
| 1995–96                     | «Сельта Віго»               | ПД                          | 18        | 0         | КІ                 | ?                  | ?                  | -                    | -                    | -                    | -             | -             | -             | 18+    | 0+     |
| 1996–97                     | «Саламанка»                 | СД (ІІ)                     | 36        | 1         | КІ                 | ?                  | ?                  | -                    | -                    | -                    | -             | -             | -             | 36+    | 1+     |
| 1997–98                     | «Сельта Віго»               | ПД                          | 25        | 0         | КІ                 | ?                  | ?                  | -                    | -                    | -                    | -             | -             | -             | 25+    | 0+     |
| 1998–99                     | «Сельта Віго»               | ПД                          | 35        | 3         | КІ                 | ?                  | ?                  | КУЄФА                | 1+                   | 0+                   | -             | -             | -             | 36+    | 3+     |
| Усього за «Сельту Віго»     | Усього за «Сельту Віго»     | Усього за «Сельту Віго»     | 102       | 3         |                    | ?                  | ?                  |                      | 1+                   | 0+                   |               | -             | -             | 103+   | 3+     |
| 1999–00                     | «Реал Мадрид»               | ПД                          | 28        | 0         | КІ                 | 4+                 | 0+                 | ЛЧ                   | 15                   | 0                    | КЧС           | 2             | 0             | 49+    | 0+     |
| 2000–01                     | «Реал Мадрид»               | ПД                          | 27        | 1         | КІ                 | ?                  | ?                  | ЛЧ                   | 11                   | 0                    | СУ+МК         | 1+0           | 0+0           | 39+    | 1+     |
| 2001–02                     | «Реал Мадрид»               | ПД                          | 35        | 0         | КІ                 | 5                  | 0                  | ЛЧ                   | 14                   | 0                    | СІ            | 2             | 0             | 56     | 0      |
| 2002–03                     | «Реал Мадрид»               | ПД                          | 35        | 0         | КІ                 | ?                  | ?                  | ЛЧ                   | 15                   | 1                    | СУ+МК         | 1+1           | 0+0           | 52+    | 1+     |
| 2003–04                     | «Реал Мадрид»               | ПД                          | 35        | 1         | КІ                 | 7                  | 0                  | ЛЧ                   | 10                   | 0                    | СІ            | 2             | 0             | 54     | 1      |
| 2004–05                     | «Реал Мадрид»               | ПД                          | 30        | 2         | КІ                 | 1                  | 0                  | ЛЧ                   | 9                    | 0                    | -             | -             | -             | 40     | 2      |
| 2005–06                     | «Реал Мадрид»               | ПД                          | 27        | 0         | КІ                 | 3                  | 0                  | ЛЧ                   | 5                    | 0                    | -             | -             | -             | 35     | 0      |
| 2006–07                     | «Реал Мадрид»               | ПД                          | 16        | 0         | КІ                 | 0                  | 0                  | ЛЧ                   | 1                    | 0                    | -             | -             | -             | 17     | 0      |
| 2007–08                     | «Реал Мадрид»               | ПД                          | 9         | 0         | КІ                 | 4                  | 0                  | ЛЧ                   | 2                    | 0                    | СІ            | 0             | 0             | 15     | 0      |
| 2008–09                     | «Реал Мадрид»               | ПД                          | 9         | 0         | КІ                 | 2                  | 0                  | ЛЧ                   | 1                    | 0                    | СІ            | 1             | 0             | 13     | 0      |
| Усього за «Реал Мадрид»     | Усього за «Реал Мадрид»     | Усього за «Реал Мадрид»     | 254       | 4         |                    | 26+                | 0+                 |                      | 83                   | 1                    |               | 10            | 0             | 373+   | 5+     |
| 2009–10                     | «Блекберн Роверз»           | ПЛ                          | 21        | 0         | КА+КЛ              | 1+4                | 0+1                | -                    | -                    | -                    | -             | -             | -             | 26     | 1      |
| 2010–11                     | «Блекберн Роверз»           | ПЛ                          | 36        | 0         | КА+КЛ              | 2+0                | 0+0                | -                    | -                    | -                    | -             | -             | -             | 38     | 0      |
| 2011–12                     | «Блекберн Роверз»           | ПЛ                          | 9         | 0         | КА+КЛ              | 0+0                | 0+0                | -                    | -                    | -                    | -             | -             | -             | 9      | 0      |
| Усього за «Блекберн Роверз» | Усього за «Блекберн Роверз» | Усього за «Блекберн Роверз» | 66        | 0         |                    | 7                  | 1                  |                      | -                    | -                    |               | -             | -             | 73     | 1      |
| Усього за кар'єру           | Усього за кар'єру           | Усього за кар'єру           | 458       | 8         |                    | 33+                | 1+                 |                      | 84+                  | 1+                   |               | 10            | 0             | 580+   | 10+    |

### Статистика виступів за збірну
| Рік    | Ігор | Голів |
| ------ | ---- | ----- |
| 1998   | 3    | 0     |
| 1999   | 9    | 0     |
| 2000   | 5    | 0     |
| 2001   | 0    | 0     |
| 2002   | 5    | 0     |
| 2003   | 10   | 0     |
| 2004   | 8    | 0     |
| 2005   | 8    | 0     |
| 2006   | 5    | 0     |
| Всього | 53   | 0     |

## Досягнення

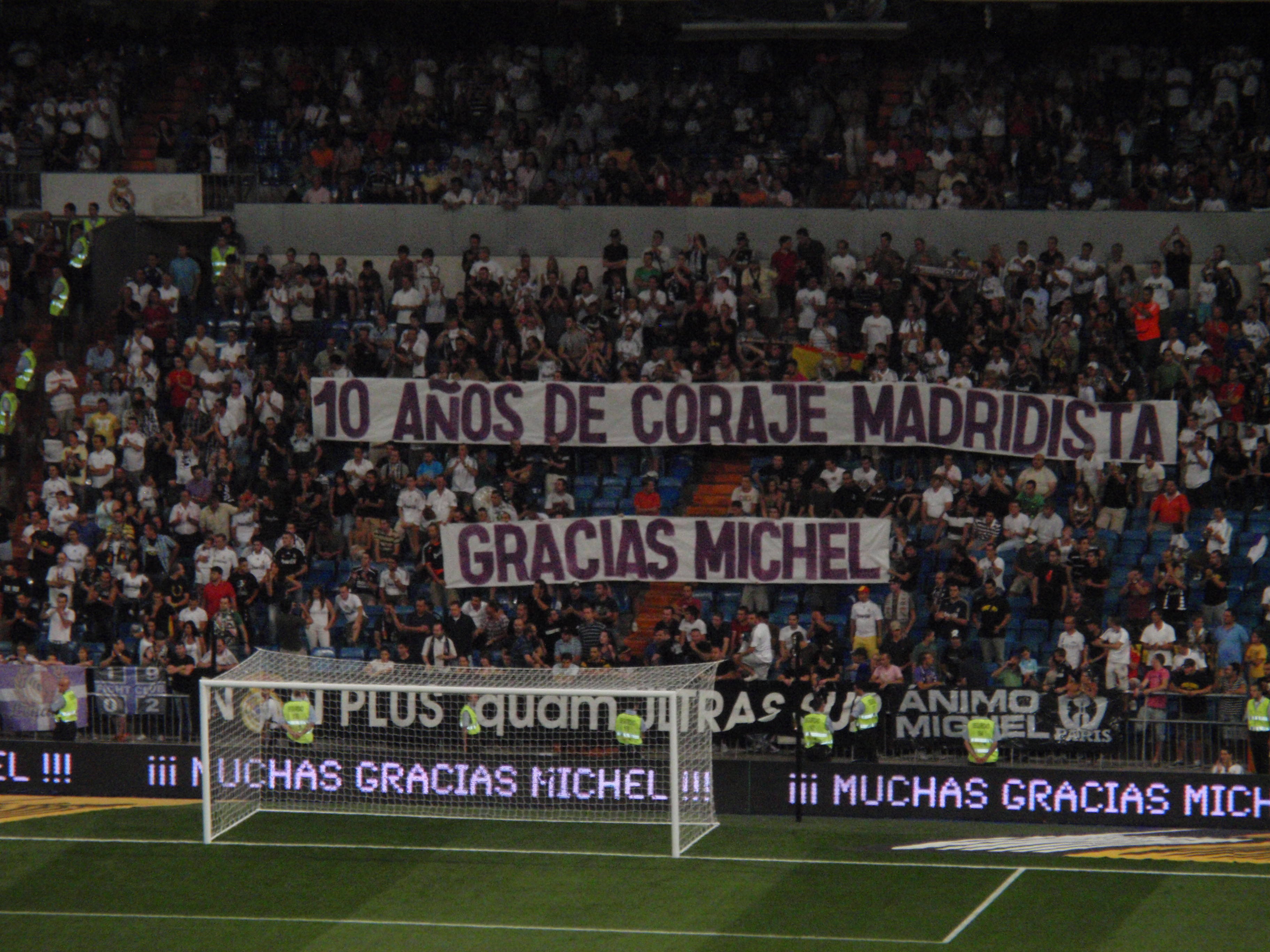
Подяка від фанів «Реалу» Мічелу Сальгадо за 10 сезонів, проведених у мадридському клубі. 24 серпня 2009 року.

- Чемпіон Іспанії:

«Реал Мадрид»: 2000-01, 2002-03, 2006-07, 2007-08
- Володар Суперкубка Іспанії:

«Реал Мадрид»: 2001, 2003, 2008
- Переможець Ліги чемпіонів УЄФА:

«Реал Мадрид»: 1999-00, 2001-02
- Володар Суперкубка УЄФА:

«Реал Мадрид»: 2002
- Володар Міжконтинентального кубка:

«Реал Мадрид»: 2002
- Чемпіон Європи (U-21): 1998